# Mirosław Ujski
Mirosław Ujski – nieczynna stacja kolejowa w Mirosławiu, w gminie Ujście, w powiecie pilskim, w województwie wielkopolskim, w Polsce. Znajduje się tu 1 peron. Została otwarta w 1913 roku. W 1989 roku został na tej linii zawieszony ruch pasażerski
| Mirosław Ujski                                     |  |                                       |
| Linia 374 Mirosław Ujski – Piła Główna (29,176 km) |  |                                       |
|                                                    |  | Ujście Południowe odległość: 2,794 km |